# She Makes Me Go
She Makes Me Go är en låt av den svensk-iranske sångaren Arash (med Sean Paul som gästartist) som släpptes den 17 september 2012 och den 15 februari 2013. Låten innehåller hiphop, pop och eurodance.